# Fair Haven (film)
Fair Haven è un film del 2016 diretto da Kerstin Karlhuber.

## Trama
Dopo una lunga terapia di conversione per "tornare etero", James fa ritorno nella fattoria di famiglia. James vorrebbe entrare al Conservatorio di Boston ma i costi per la sua terapia e per il funerale di sua madre hanno quasi prosciugato i risparmi della famiglia. Inoltre suo padre vorrebbe che il ragazzo studiasse agricoltura o economia in una scuola pubblica, così da poter gestire in seguito una fattoria di mele. James accetta di assecondare le aspettative del padre ed inizia anche a frequentare Suzy, la figlia di un pastore locale. Ma l'incontro con Charlie, suo ex compagno di classe ed amante, metterà in crisi tutte le sue convinzioni e lo spingerà a riprendere la relazione con lui.

## Produzione
Sebbene il film sia ambientato nel Vermont, è stato girato in soli quattordici giorni a Rochester, nello stato di New York, e dintorni nel giugno 2014.
Tutte le scene del treno vennero invece girate in un museo.
La location usata per il negozio dove Richard consegna le mele è stata distrutta da un incendio un anno dopo le riprese.
L'attore Michael Grant è anche un pianista ed ha eseguito tutti i brani del pianoforte. Inoltre ha anche aiutato il regista a scegliere le composizioni che ha suonato nel film.

## Distribuzione
Fair Haven è stato presentato in anteprima nazionale presso la sede della Human Rights Campaign a Washington nell'aprile 2016, prima di completare un vasto festival internazionale. La prima internazionale del film è stata a Torino, in Italia, nel maggio 2016. Un'uscita teatrale americana è seguita a marzo 2017 a Los Angeles. Il film è stato presentato in anteprima su Showtime Networks nel giugno 2017 ed è stato anche distribuito digitalmente e in DVD dalla Breaking Glass Pictures.

## Accoglienza
Fair Haven è stato definito un "audace nuovo film" da The Huffington Post e "commovente, ben recitato e battuto teneramente" dal Los Angeles Times.